# ساتورن I SA-4
اس.أي-4 بالإنجليزية SA-4هي تجربة الإطلاق الرابع للمرحلة الأولى من صاروخ ساتورن 1 الأمريكي في برنامج أبولو.

## الغرض
اس.أي-4 هو الإطلاق الأخير لإطلاق المرحلة الأولى منفردة حيث كانت الثلاثة اختبارات السابقة قد تمت إلى ارتفاعات تحت مدارية بغرض التأكد من سلامة تصميم المرحلة الأولى.
كان الغرض من تلك التجربة هو معرفة كيفية التعامل مع الصاروخ في حالة حدوث عطل يوقف أحد محركات الصاروخ عن العمل. لذلك تم مبدئيا برمحة حاسوب الصاروخ لكي يوقف أحد المحركات بعد 100 ثوان من الإقلاع. فإذا مشى كل شيء على مايرام يتم توصيل وقود ذلك المحرك إلى المحركات الأخرى، فيستغرق الاحتراق مدة أطول وبذلك يتم تعويض فقد السرعة الحادث من توقف أحد المحركات. وقد استخدمت تلك الطريقة في الرحلات التالية لأبولو 6 وأبولو 13.
في نفس الوقت استخدم في هذه التجربة التصميم النهائي لهيكل المرحلة الثانية. وهذه تحتوي على منفثات دفع ومنصات للكاميرات وكذلك هوائيات للاتصال اللاسلكي.

## الإقلاع

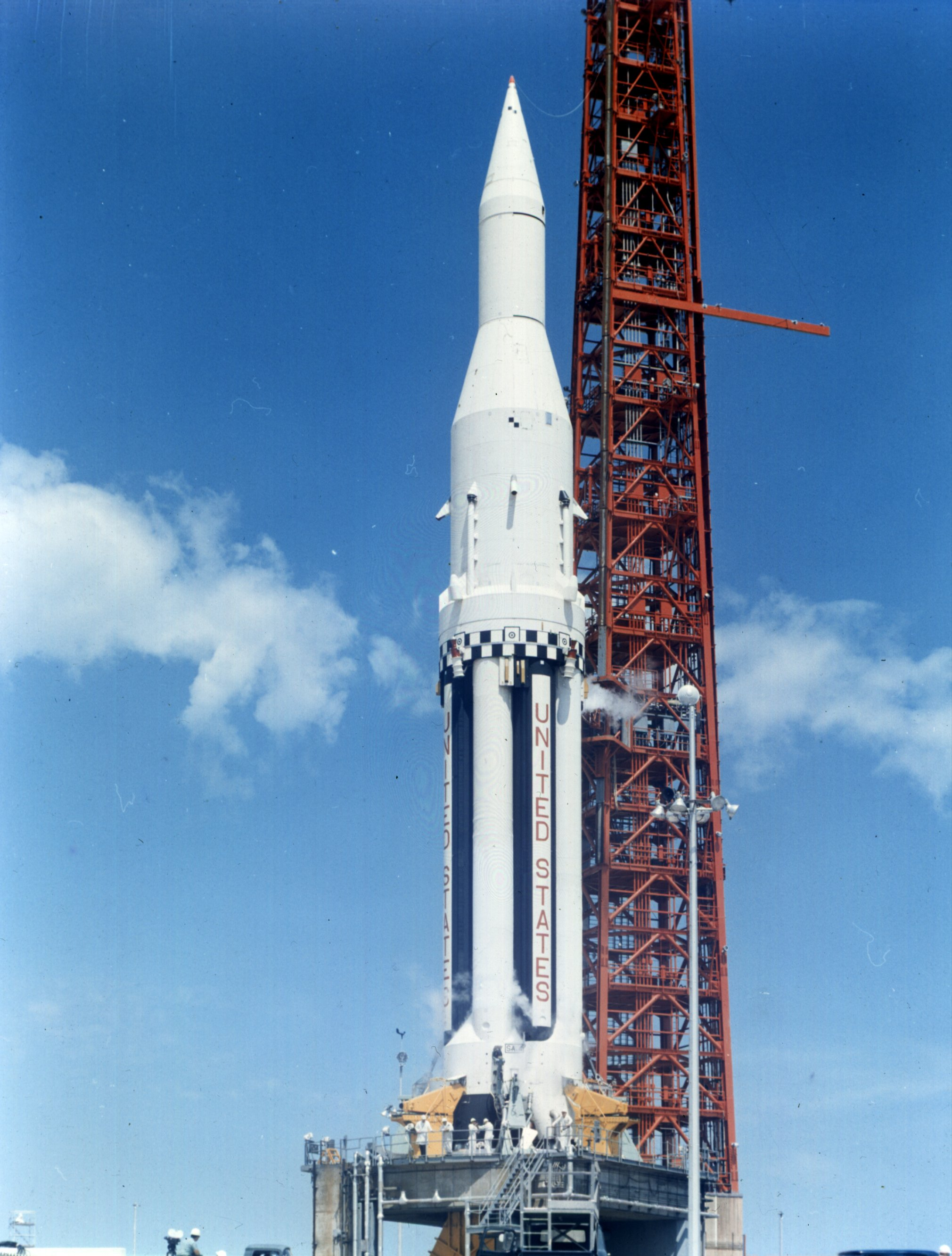
ساتورن اس.أي-4 على قاعدة الإقلاع رقم 34.

بعد الانتهاء من أقصر وقت لتجهير الصاروخ والذي استغرق 54 يوما، كان الإطلاق اس.أي-4 واختبر النظام بنجاح لمدة 120 دقيقة.
وعمل الصاروخ بحسب المطلوب لمدة 100 ثانية حيث اغلق المحرك رقم 5 للصاروخ بحسب الخطة. واستمر الصاروخ يؤدي عمله على مايرام وحوّل الوقود إلى المحركات الأخرى. ولم يتآكل المحرك رقم 5 بسبب فقدانه التبريد الذي يحدثة الوقود السائل الذي يمر عاده فيه عند الإشعال. وكانت هذه نتيجة مهمة لمعرفة كفاءة تجمع 5 محركات في الصاروخ.
وصل الصاروخ إلى أقصي ارتفاع وهو 129 كيلومتر ووصلت أقصى سرعته له إلى 5906 كيلومتر /ساعة. كما استعملت في تلك التجربة صواريخ صغيرة تعمل على رد وفصل مراحل الصاروخ الأخرى بنجاح.

## اقرأ أيضا
- أبولو 8
- أبولو 10
- أبولو 11
- نيل أرمسترونج
- قائمة بعثات أبولو

## وصلات خارجية
- The Apollo Spacecraft: A Chronology نسخة محفوظة 9 ديسمبر 2017 على موقع واي باك مشين.
- http://nssdc.gsfc.nasa.gov/database/MasterCatalog?sc=SATURNSA4 نسخة محفوظة 29 أكتوبر 2007 على موقع واي باك مشين.
- Moonport: A History of Apollo Launch Facilities and Operations نسخة محفوظة 18 مارس 2011 على موقع واي باك مشين.
- http://science.ksc.nasa.gov/history/apollo/sa-4/sa-4.html نسخة محفوظة 16 سبتمبر 2008 على موقع واي باك مشين.
- Stages to Saturn